# Berberis comberi
Berberis comberi là một loài thực vật có hoa trong họ Hoàng mộc. Loài này được Sprague & Sandwith mô tả khoa học đầu tiên năm 1927.